# Jonathan Howard (Schauspieler)
Jonathan Howard (* in Lancashire, England) ist ein britischer Schauspieler. Bekannt wurde er für seine Rolle als Ian Boothby im Science-Fiction-Actionfilm Thor – The Dark Kingdom.

## Filmografie (Auswahl)
- 2005–2007: Dream Team (Fernsehserie, 13 Folgen)
- 2012: Titanic (Fernsehserie)
- 2013: Downton Abbey (Fernsehserie, eine Folge)
- 2013: World War Z
- 2013: Thor – The Dark Kingdom (Thor: The Dark World)
- 2014: Les Touristes (Kurzfilm)
- 2014: Dominion (Fernsehserie, 7 Folgen)
- 2014: Mr Selfridge (Fernsehserie, 4 Folgen)
- 2014–2015: Episodes (Fernsehserie, 8 Folgen)
- 2015: Night Fare – Bezahl mit deinem Leben (Night Fare)
- 2016: Guilt (Fernsehserie, 8 Folgen)
- 2016–2017: Kingdom (Fernsehserie, 7 Folgen)
- 2017: Sergeant Rex – Nicht ohne meinen Hund (Megan Leavey)
- 2017: The Last Ship (Fernsehserie, 8 Folgen)
- 2018: Hell Is Where the Home Is
- 2019: Godzilla II: King of the Monsters
- 2020: Skylines